# Télésat
Télésat – platforma telewizji satelitarnej działająca w Belgii, skierowana do społeczności francuskojęzycznej. Należy do luksemburskiego przedsiębiorstwa M7 Group.
Została uruchomiona w 2009 roku.